# Ealhswith
Ealswith (853 ca. – 5 dicembre 902) fu la moglie di Alfredo il Grande, suo padre era Æthelred Mucil un nobile del Regno di Mercia, nello specifico Ealdorman dei Gaini che, probabilmente, erano un gruppo tribale della Mercia. Sua madre era Eadburh ed era un membro della famiglia reale merciana e secondo alcuni storici discendente da Cenwulf di Mercia
Durante il regno del marito Ealhswith svolse un ruolo fondamentale nel supporto alle popolazioni sassoni colpite dalle incursioni vichinghe visitando di persona i villaggi e distribuendo cibo, questa sua attività caritatevole le valse il titolo di "Cara e vera regina dei sassoni".

## La vita nell'ombra
Ealhswith nacque in data imprecisata, ma sappiamo che sposò Alfredo nell'868 quando al trono c'era suo fratello Etelredo del Wessex, di cui Alfredo venne nominato erede apparente (cosa che gli dava accesso garantito al trono, anche in caso di nascita di un figlio da parte del sovrano). In quello stesso anno i danesi invasero la Mercia conquistando la città di Nottingham e il loro matrimonio va probabilmente visto nell'ottica dell'unione fra la casa di Mercia e il Regno del Wessex.
Quando Etelredo morì nell'871, gli successe Alfredo; tuttavia Ealhswith rimase decisamente nell'ombra, non fu chiamata a firmare come testimone per nessun documento e il monaco gallese Asser, uomo di Alfredo e suo biografo, non la menziona mai. In accordo con i costumi allora in voga non le venne conferito il titolo di regina perché, sempre secondo Asser, tale usanza s'era interrotta quando la regina Eadburh aveva accidentalmente avvelenato il marito.
Se i biografi non si curano di lei, suo marito invece lo fece. Nel suo testamento Alfredo lasciò infatti alla moglie tre proprietà dall'importante significato simbolico: una a Edington nel Wiltshire e un'altra a Lambourn nel Berkshire, entrambe vicine a luoghi dove furono sconfitti i vichinghi, e una terza a Wantage, luogo di nascita di Alfredo.
Alfredo morì nell'899 e fu probabilmente dopo la sua morte che Ealhswith fondò l'Abbazia di Saint Mary a Winchester che divenne nota come Nunnaminster.
Ealhswith morì il 5 dicembre del 902 e venne sepolta dal figlio Edward presso l'abbazia di New Minster, sempre a Winchester. Nei manoscritti del primo X secolo è ricordata come la vera e cara signora d'Inghilterra.
Ealhswith diede ad Alfredo almeno cinque figli che raggiunsero l'età adulta:
- Ethelfleda;
- Edoardo il Vecchio;
- Æthelgifu, badessa presso un convento a Shaftesbury fondato dal padre;
- Elfrida del Wessex;
- Æthelweard (morto circa 920).